# Животворящ източник (Йерисос)
„Животворящ източник“ (на гръцки: Ζωοδόχου Πηγής) е православен манастир край градчето Йерисос, Халкидики, Гърция, част от Йерисовската, Светогорска и Ардамерска епархия. Манастирът е метох на светогорския Хилендарски манастир.
Разположен е на 9 km северно от Йерисос на пътя към Стратони, преди моста Кокинолакос. Еднокорабният параклис във византийски стил е издигнат на върха на една скала, в подножието на планината Какаво, над малко изкуствено езеро. Църквата е построена в средата на XX век.